# Залізний замок
«Залізний замок» (англ. The Castle of Iron) — фантастична повість Лайона Спрег де Кемпа та Флетчера Претта в жанрі «гумористичне фентезі». Третя повість циклу про Гарольда Ши та збірки «The Compleat Enchanter». Була опублікована в квітні 1941 року журналом Unknown.

## Сюжет
Повість заснована на світі поеми Лудовіко Аріосто «Несамовитий Роланд». Одружившись на Бельфебе, Гарольд вирішує було заспокоїтися, проте в його життя знову втручається магія. Чалмерс, який мандрує по світах у пошуках засобу здатного перетворити леді Флоримель у живу людину, потрапляє в полон до чарівника Атланту де Карен — одного з персонажів «Несамовитого Роланда». Чалмерс намагається викликати собі на допомогу Гарольда, але викликає, чомусь, спочатку одну Бельфебу а потім і самого Гарольда та його колег з інституту: доктора Волтера Баярда, лаборанта Вацлава Полячека а також поліцейського Піта, який вже було збирався пред'явити Ши звинувачення у вбивстві дружини. Гірше того — при переміщенні, Бельфеба втратила пам'ять і стала вважати себе Бельфегорою — також одним з персонажів «Несамовитого Роланда», запозиченого, у числі багатьох інших Едмундом Спенсером для своєї «Королеви фей». Після численних пригод Гарольду вдається знайти дружину і повернути їй пам'ять.